# Centroberyx
Centroberyx Theodore Gill, 1862 é um género de peixes marinhos da família Berycidae, da ordem Beryciformes, que inclui as espécies conhecidas pelos nomes comuns de imperador e olho-de-vidro.

## Taxonomia
O género Centroberyx agrupa as seguintes espécies validamente descritas:
- Centroberyx affinis (Günther, 1859)
- Centroberyx australis Shimizu & Hutchins, 1987
- Centroberyx druzhinini (Busakhin, 1981)
- Centroberyx gerrardi (Günther, 1887)
- Centroberyx lineatus (G. Cuvier, 1829)
- Centroberyx rubricaudus Chen-Hsiang Liu & S. C. Shen, 1985
- Centroberyx spinosus (Gilchrist, 1903)